# Црква Светог Еустахија у Паризу
Црква Светог Еустахија у Паризу (фр. église Saint-Eustache) је црква у 1. арондисману Париза. Садашња зграда саграђена је између 1532. и 1632. године.
Смештена у близини средњевековне пијаце у Паризу, црква представља пример мешавине вишеструких архитектонских стилова: његова структура је блистава готика  док је унутрашња декорација  и други детаљи ренесансни и класични.
Ускршња миса 2019. у катедрали Нотр Дам у Паризу премештена је у у цркву Светог Еустахија након пожара у катедрали Нотр Дам.

## Историја
Смештена у Ле Алу, делу Париза који је некада био дом највеће пијаце хране у земљи, порекло цркве Светог Еустахија датира из 13. века. Скромна капела подигнута је 1213. године, посвећена Светој Агнији, римској мученици.  Малу капелу је финансирао Жан Але, трговац у Ле Алу, коме је додељено право да убира порез на продају корпи рибе као отплату зајма који је дао краљу Филипу Августу.  Црква је 1223. године постала парохијска црква области Ле Ал, а 1303. је преименована у Свети Еустахије. 
Име цркве се односи на Светог Еустахија, римског генерала из другог века нове ере. Био је страствени ловац; његово обраћење је уследило након визије коју је имао о распећу у роговима јелена којег је ловио. Погинуо је заједно са својом породицом због преласка у хришћанство. Сада је заштитник ловаца.  Црква је преименована у Светог Еустахија након што је примила реликвије везане за римског мученика као донације од опатије Сен Дени. 
Како је област напредовала, црква је постала премала за своју конгрегацију; црквени управници су одлучили да подигну већу зграду. Изградња садашње цркве почела је 1532. године, за време владавине Франсоа I и настављена је до 1632. године, а 1637. године осветио ју је Жан Франсоа де Гонди, надбискуп Париза.
Иако су архитекте непознате, сличности са дизајном коришћеним при проширењу цркве Saint-Maclou de Pontoise (започетом 1525. године) указују на Жана Деламара и/или Пјера Лемерсијеа, који су сарађивали на том делу.  Указује се и на архитекту италијанског порекла Доменика да Кортона. 
- Фасада у 17. веку
- Црква 1739. године
- Сахрана Мирабоа 4. априла 1791, током Француске револуције

Зграда је у потпуности завршена тек 1640. године. Градњу су успорили тешка локација, недостатак средстава и Хугенотски ратови. Додавање две капеле 1655. године озбиљно је угрозило структурални интегритет цркве, што је захтевало рушење фасаде, која је обновљена 1754. године. 
Многи прослављени Парижани су повезани са црквом Светог Еустахија. Луј XIV се тамо први пут причестио 1649.  Ту су крштени кардинал Ришеље, Жана-Антоанета Поасон (Мадам Помпадур) и Молијер; Молијер се ту и оженио 1662.  Моцарт је тамо одржао сахрану своје мајке.  Сахране су одржане и за краљицу Ану од Хабзбурга, војног хероја Турена. Мари де Гурне, рана заговорница једнаких права жена, сахрањена је тамо 1645. године. 
Током Француске револуције, црква је, као и већина цркава у Паризу, оскрнављена и опљачкана. Затворена је за католичко богослужење 1793. године и неко време је коришћена као „Храм пољопривреде“, складиште за храну.  Поново је отворена 1795. године са значајним оштећењима зграде и намештаја.  Званично је враћена цркви тек 1803. године. 
Зграда је додатно оштећена у пожару 1844. године, а обновио ју је Виктор Балтар.   Балтар је руководио комплетном рестаурацијом зграде од 1846-1854, укључујући изградњу кућишта за оргуље, проповедаонице и главног олтара и поправку црквених слика.  Црква је запаљена током последње битке Париске комуне у мају 1871, због чега су биле потребне поправке поткровља, контрафора и јужне фасаде.   Фасада је модификована 1928-1929. 
Године 1969. пијаца је измештена у Рунгис, значајно модификујући суседство цркве Светог Еустахија.  Ле Ал је постао тржни центар и чвориште за регионални превоз, а црква Светог Евстахија остаје обележје области, и црква која функционише. 

## Екстеријер
- Класична западна фасада (лево), традиционални улаз, са недовршеном кулом
- Јужна фасада, са трансептом у центру
- Детаљ јужног трансепта и сунчаног сата, са скулптуром јелена са распећем на врху
- Апсида, или источни крај катедрале

Екстеријер цркве представља мешавину пламтећих готичких, класичних и ренесансних елемената. Најготичкији део је апсида на источном крају, где контрафори окружују полукружну групу капела, смештених иза олтара. Класични елементи доминирају главном фасадом, која је недовршена и различита од остатка екстеријера. Украшена је упареним гарнитурама дорских стубова на доњем нивоу, и јонских стубова на горњем нивоу. Јужни портали су првенствено уређени у ренесансном стилу, са обиљем орнаменталне скулптуре у облику лишћа и шкољки. На врху шиљатог лука је скулптура јелена са распећем у роговима, који приказује визију светог Еустахија. 

## Ентеријер
- План ентеријера
- Наос и хор, поглед са западног улаза
- Наос окренут према западу, оргуље, проповедаоница
- Свод певнице, са висећим каменим елементом

Црква је релативно кратка и износи 105 м, али је њена унутрашњост висока до свода 33,45 м.  Готички елементи су првенствено у засвођеним плафонима украшеним мрежом украсних ребара и висећим каменим украсима. Испод њих су ренесансни елементи, у виду стубова и пиластара који представљају класичне редове архитектуре, заобљених аркада и зидова прекривених разрађеном декоративном скулптуром серафима и букетима цвећа. Стубови који носе сводове, пратећи ренесансни стил, имају дорски украс на најнижем нивоу, јонски украс на стубовима изнад, а коринтски украс на највишим стубовима. 
Наос је окружен са два колатерална пролаза, који омогућавају приступ низу малих капела, од којих је свака богато украшена сликама и скулптурама. Најважније су су: 
1. Капела Богородице
2. Капела Жан Батист Колбера
3. Капела Свете Мадлене
4. Капела Светог Винсента де Пола
5. Капела Свете Женевјеве
6. Капела месара свињетине
7. Капела ходочасника из Емауса

Једна од значајних класичних карактеристика наоса је група седишта прекривена грчким тремом и веома китњастим резбаријама. Било је то место резервисано за чланове одбора који је надгледао финансије цркве. 1720. године израдио га је вајар Пјер Лепотр, а крунише га статуа која представља „Тријумф свете Агније“. 
- Мешавина ренесансног класицизма (капитали коринтских стубова) и готике (сводови)
- Простор за седење одбора који надгледа црквене финансије, Пјер Лепотре (1720)
- Детаљ "Тријумфа свете Агније" (1720)
- Проповедаоница

### Слике
- Питер Пол Рубенс, „Емаусови ученици“ (1611)
- Мучеништво светог Еустахија, Симон Воје (1635)
- "Тобијас и анђео" Санти ди Тито (1575)
- Свети Јован Крститељ, Франсоа Лемоан (1726)

Најпознатија слика у Светом Еустахију је Рубенсова слика " Емаусови ученици". У капели Свете Мадлен чува се Манетијева „Екстаза Мадлене“. 
Слика „Свети Јован Крститељ“ Франсоа Лемоана, насликана 1726. године, приказује свеца у опуштеној, готово сензуалној пози, са јагњетом у башти, претходнику рококо дела Шарла-Жозефа Натоара и Франсоа Бушеа касније, средином 18. века.
Слика "Тобијас и анђео" (1575) фирентинског уметника Санти ди Тита приказује карактеристике касног маниризма или прото-барокне школе, посебно издужене фигуре, светле боје палете и преурањене ставове фигура. 

### Декоративна уметност
- Барељеф мученичке смрти свете Цецилије
- Скулптура у капели Распећа
- Скулптура испоруке производа на пијаци Ле Ал

### Витражи
Најранији прозори су из 17. века и углавном су дело Антоана Сулињака, мајстора париског уметника стакла. Његови прозори се углавном налазе у певници. У том периоду циљ витража био је да пропушта што више светлости, тако да је велики део прозора био од белог стакла.
- Свети Филип и Свети Матеј, Антоан Сулињак (1631)
- Свети Тома и Свети Симон, Антоан Сулињак, хор (17. век)

Већина витража је релативно новијег датума, из 19. и 20. века, и садржи стакло обојено техником са сребром, што омогућава реалистичније цртање, слично уљаним сликама. Прозор руже северног трансепта датира из 19. века.
- Образовање Луја IX, капела Св. Луја (19. век)
- Прозор северног трансепта (19. век)
- „Рожденство“, јужни трансепт (19. век)
- „Благовест“, северни трансепт (19. век)

## Оргуље
Са скоро 8.000 цеви, велике оргуље, са 101 стопом и 147 редова цеви, једне су од највећих оргуља у Француској, које се такмиче за прво место са великим оргуљама Нотр Дама и Сен Сулписа.  Оргуље, које је првобитно конструисао П.А. Дикроке, биле су довољно моћне да премијера титанског Te Deum Ектора Берлиоза буде изведена овде 1855. године. Садашње оргуље светог Еустахија датирају из 1989. године, када их је скоро у потпуности обновила холандска фирма ван Ден Хеувел, задржавши неколико редова цеви од некадашњих оргуља и дрвено кућиште, које је оригинално. 

## Значајне гробнице
- Скарамоуш (Тиберио Фиорели), италијански глумац
- Жан-Батист Колбер, министар финансија
- Жан Филип Рамо, композитор
- Сузан Филдинг, грофица од Денбига, енглеска дворјанка
- Ана Марија Моцарт, мајка Волфганга Амадеуса Моцарта
- Франсоа Куро де Ла Шамбр, лекар краљице Марије Терезије